# フィアット・ムルティプラ
ムルティプラ（Multipla）は、イタリアの自動車メーカー、フィアットにより1998年から2010年にかけて製造・販売された小型MPVである。

## 概要
販売当初は、ロービーム用ヘッドランプは一般的な配置とした一方で、前面窓の下端とボンネット後端に段差を設け、ハイビーム用ヘッドランプがAピラーの根本付近に配置されるという、他に例を見ない良く言えば斬新、悪く言えば奇抜な外観デザインとなった。
駆動形式は前輪駆動で、2列の3人掛けシートが配され6人乗りとされた。すべてのシートは独立しており、運転席以外は個別に折りたたみ可能で、かつ後席はすべて取り外しが可能でより荷室を広くすることも出来る。欧州ではカーフェリー料金が全長4mを境に大きく跳ね上がるため、全長を3,995mmに抑えていることをフィアットが訴求点の一つとしていた。
また、当モデルをベースにしたスパイダーがフィアット名誉会長であったジャンニ・アニェッリの要望という形でワンオフで生産された。
2004年にマイナーチェンジが実施され、前年にフェイスリフトしたプントに似た外観となった。また全長が4mを超え、前述のセールス上の利点を失う結果となった。

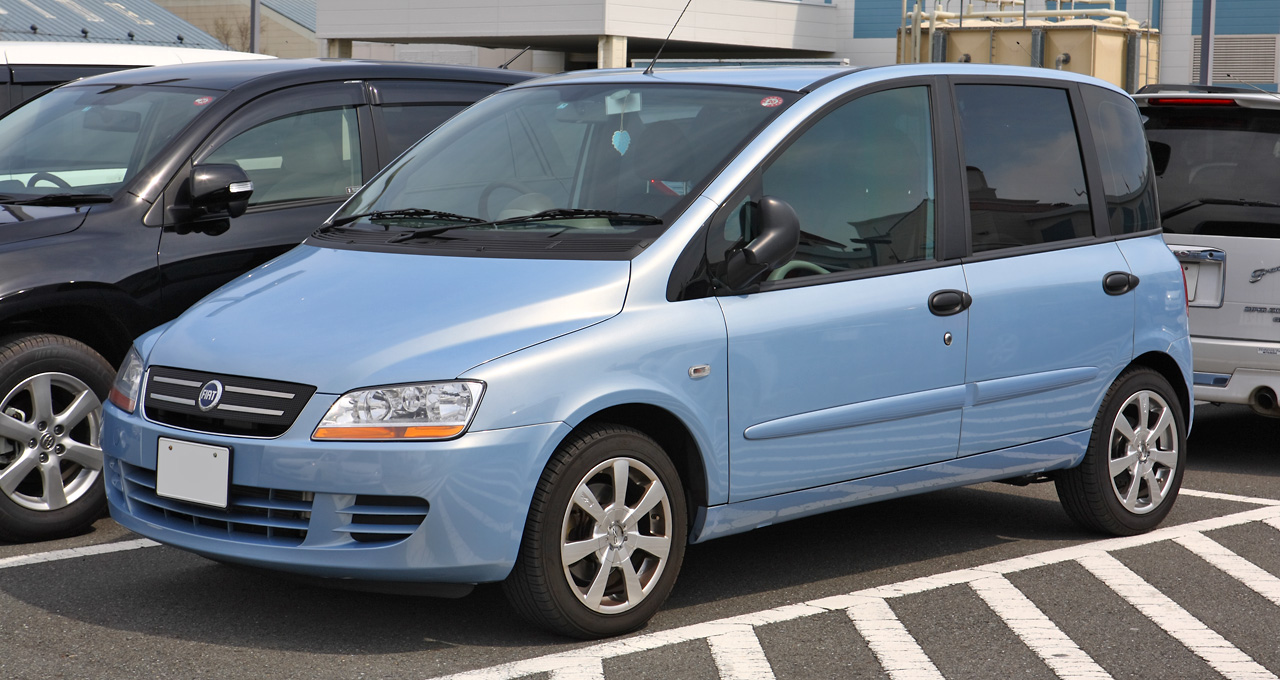
ムルティプラ(後期型) フロント

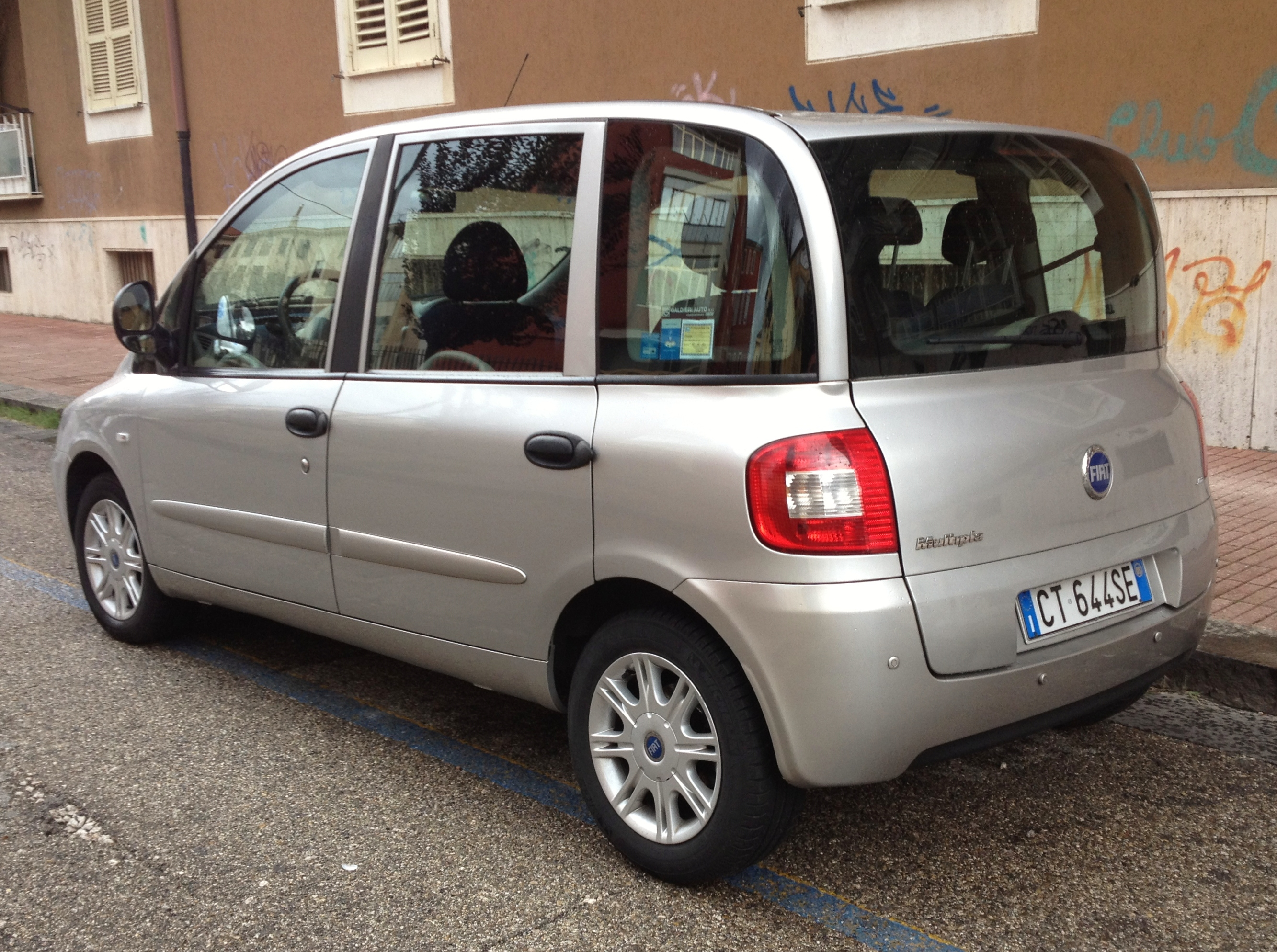
ムルティプラ(後期型) リア

### 評価
ムルティプラのデザインは酷評をもって迎えられ、イギリスのコラムニストからは「世界で最も醜い車」「この車は実際に乗るべきだ。何故なら車の中にいる限り、醜い外観を目にしなくて済むから」と評された。また、2008年には英デイリー・テレグラフ紙が企画した「史上最も醜い車100選」で、ポンティアック・アズテックに次ぐ2位に選ばれた。
問題点はデザインに留まらず、1.6Lのエンジンに対してオートマチックトランスミッション（AT）を搭載すると車重が重すぎて非力さが目立ってしまうため、それをカバーするため全年式でAT車の設定がないということや、4mのコンパクトな全長に対して1870mmという大きすぎる車幅の問題があった。欧州では1.9Lディーゼルの設定もあったが、日本向けは1.6Lガソリンのみであった。

## 車名
「多様な」を意味するイタリア語の“multipla”に由来する。
フィアットでは元々1950年代にフィアット・600の派生車種として「600 ムルティプラ」の名前を使っていたことがあり、半世紀近い間を経て車名が復活したともいえる。